# Albert Smid
Albert Smid (Hoogkerk, 13 december 1910 - Bakkeveen, 10 april 1945) was een Nederlandse verzetsstrijder tijdens de Tweede Wereldoorlog.

## Leven
Smid was gereformeerd en manufacturier. Vanaf midden 1943 sloot hij zich aan bij de L.O. en was een actief lid. Hij onderhield contact met het distributiekantoor en kreeg op deze manier veel distributiekaarten. In de winter van 1943-44 werd Smid opgenomen in de plaatselijke staf van de Ordedienst, waar hij ondercommandant werd van district III Westerkwartier. Daar de chef-staf Binnenlandse Strijdkrachten Piet Schreuder onderdak had in het huis van Cornelis Antoons te Hoogkerk kon Smid regelmatig met Schreuder overleggen.
Schreuder werd op 7 februari opgepakt door de SD onder leiding van commandant Robert Lehnhoff, waarbij Cornelis Antoons achter zijn woning werd doodgeschoten door Lehnhoff. Daarna werd Smid op 9 maart opgepakt. Ondanks folteringen hield hij zijn mond en voorkwam daarmee dat anderen opgepakt werden.
Op 10 april werd Smid met negen anderen op de Nije Drintsewei te Bakkeveen doodgeschoten door o.a. Peter Schaap wegens de naderende komst van de geallieerde troepen om Groningen te bevrijden.

## Vermelding
In 1997 werd een plaquette bij het oorlogsmonument op de kruising Boeiersingel-Barkstraat-Schouwstraat geplaatst met daarop de naam van Albert Smid. Ook op het verzetsmonument in Bakkeveen wordt zijn naam vermeld, wel is zijn achternaam fout geschreven als A. Smit.